# Пошук музичної інформації
По́шук музи́чної інформа́ції, ПМІ (англ. Music information retrieval, MIR) — новітній напрямок досліджень із комп'ютерного аналізу музики. Залучені до вивчення ПМІ можуть мати досвід в таких галузях знань, як музикознавства, психоакустику, психологію, обробки сигналів, машинного навчання.

## Застосування

### Рекомендаційні системи
Рекомендаційні музичні системи створені аби рекомендувати користувачам музику за їх смаком.  Проте, більшість таких систем не використовують методи ПМІ, натомість посилаються на подібність між користувачами або залучають експертів. Наприклад, Пандора використовує експертів для позначення музики такими якостями, як наприклад. "співачка" або "сильна басова лінія". Інші системи знаходять користувачів, історія прослуховувань яких схожа, і пропонує користувачам музику, яку вони ще не чули зі своїх відповідних колекцій. Методи МІР виявлення розробляються з метою виявлення подібностей в музиці для аналогічних цілей. 

### Розділення доріжок та розпізнавання інструментів
Поділ доріжок — це вилучення окремих оригінальних треків із запису, для чого програма ідентифікує окремі задіяні інструменти та записує кожен із них на окрему доріжку. Окремі програми можуть розділити музику на її складові, приховуючи при цьому доступ до цілісного запису. Цей вид використовується для створення караоке, хоча цей процес ще не досконалий, оскільки вокал займає частину того ж частотного простору, що й інструментальний супровід. 

### Автоматична транскрипція музики
Автоматична транскрипція музики - це процес перетворення аудіозапису в музичну нотацію, таку як партитура або файл MIDI. Цей процес передбачає комплекс завдань аудіоаналізу, включно з виявленням окремих звуковисотностей, виявлення початку, оцінку тривалості звуків, ідентифікацію інструменту, розпізнавання гармонії, ритмічного малюнку, виокремлення мелодичної лінії тощо. Це завдання є тим складнішим, чим більше інструментів залучено і чим більш поліфононізованою є фактура твору. 

### Автоматична категоризація музичних творів
Категоризація музичних напрямків (жанрів) є завданням для ПМІ та  Щорічного обміну музичною інформацією (MIREX). Перспективними є методи машинного навчання, такі як метод опорних векторів, хоча й дають дещо суб'єктивний характер класифікації. Інші потенційні класифікації включають ідентифікацію автора, місце походження або настрій твору.  

### Створення музики
Частина дослідників ПМІ займаються також алгоритмічною композицією — проте якість таких алгоритмічних творів є сумнівним. 

## Дані та методи аналізу

### Дані для аналізу
Партитури (ноти) дають найбільш повну інформацію щодо музичного твору, проте вони далеко не завжди наявні. Аналогічну інформацію містить музика, записана у форматі MIDI, проте в більшості випадків звукозаписи зберігають в аудіоформатах, таких як WAV, mp3 та ogg, і таким чином даними для аналізу є власне звук. Інколи беруться до уваги також метадані, видобуті з Інтернету. 

### Представлення функції
Для проведення аналізу аудіо, особливо при використанні машинного навчання, необхідним є процес виділення ознак, що дозволяє зменшити обсяг аналізовуаних даних. Одним із перспективних функцій є обчислення мел-частотних кепстральних коефіцієнтів (Mel-frequency cepstral coefficients (MFCCs)), що дозволяє виявити суб’єктивно сприйману звуковисотність фрагменту звучання, що аналізується.  